# Dassault Mirage F1
Дассо «Мираж» F1 (Dassault Mirage F1) — лёгкий многоцелевой истребитель третьего поколения, разработанный французской авиастроительной фирмой Дассо в 1960-х годах. Является преемником Dassault Mirage III. 
В 1970-х годах был основным истребителем ВВС Франции, пока на вооружение не поступил многоцелевой истребитель «Мираж 2000». Всего выпущено более 720 самолётов, из них 251 для ВВС Франции.
Поставлялся на экспорт в 12 стран мира, применялся в ряде военных конфликтов (в ирано-иракской войне и в частности обеими сторонами войне в Чаде).

## История создания
В 1960 году Франция приступила к созданию сверхзвукового самолёта вертикального взлета и посадки для замены истребителя Мираж III. Изначально предполагалась схема «бесхвостка», но после катастрофы прототипа в 1966 году было решено разрабатывать самолет обычной схемы с крылом изменяемой стреловидности. Из-за малой перспективности схемы «бесхвостка», параллельно разрабатывался двухместный самолет классической схемы, получивший название Мираж F2. Прототип поднялся в воздух в 1966 году.
В 1964 году были начаты работы по проектированию нового многоцелевого истребителя с изменяемой геометрией крыла. Испытания прототипа Мираж G в 1967 году были признаны успешными и программе дали зелёный свет. В 1971 году в воздух поднялся уже более мощный прототип Мираж G.8. Однако затягивание и последующая отмена программы привели к потребности в относительно дешевом самолете. За основу был взят Мираж F2. В кратчайшие сроки самолет облегчили и сделали одноместным. Прототип был готов к 23 декабря 1966 года.

## Конструкция
Единственный из серийных самолетов семейства «Мираж», имеющий нормальную аэродинамическую схему с высокорасположенным стреловидным крылом.

### Оборудование
БРЛС Thompson-CSF «Сирано» IV или IVM. На самолетах F1.CR или F1.E — РЛС «Сирано» IV MR, способная осуществлять картографирование и обнаруживать наземные цели. 
Автопилот SFENA 505, инерциональная навигационная система, приемник навигационной системы TACAN, система опознавания «свой-чужой».

## Модификации
F1.Cтактический истребитель для ВВС Франции
F1.C-200вариант самолета «Мираж» F.1C, оборудованный фиксированной штангой для дозаправки в воздухе
F1.CTмодернизированный вариант истребителя с усовершенствованным БРЭО
F1.Aэкспортный многоцелевой истребитель
F1.Eэкспортный многоцелевой истребитель
F1.EQмногоцелевой истребитель для ВВС Ирака
F1.Bучебно-боевой самолёт
F1.Dучебно-боевой самолёт

### F1.R (F1.CR)
После того как стало ясно, что Mirage F1 стал удачной серийной моделью, компания Dassault Aviation приступила к проработке возможности создания специально разработанной разведывательной модели для нужд ВВС Франции. Возрастающая стоимость самолёта привела вначале к экономически оправданному решению — простое использование обычной модели со съёмными контейнерами для аппаратуры.
В результате, на многие Mirage F1 ВВС Франции, а также некоторые самолёты поставленные в другие страны (например на версии для ВВС Ирака Mirage F1EQ), снизу фюзеляжа стали устанавливать контейнеры с разведывательной аппаратурой.
Разработка самолёта тактической разведки для нужд ВВС Франции продолжалась и 20 ноября 1981 года Mirage F1CR-200 совершил первый полёт.
Mirage F1CR нёс следующую разведывательную аппаратуру:
- ИК-станция со строчной разверткой SCM2400 «Супер Циклон» была установлена вместо пушки.
- В место под носом могли быть установлены либо панорамная камера «Thomson-TRT 40», либо плановый аэрофотоаппарат Thomson-TRT 33.
- Радар Cyrano IVM-R получил дополнительные модули для картографирования пролетаемой местности.
- Также множество приборов могло было быть размещено во внешнем контейнере под фюзеляжем. К примеру, там могли быть закреплены бортовой радиолокатор бокового обзора Raphaël TH, контейнер ASTAC ELINT или контейнер с оптической разведывательной аппаратурой RP35P.

Всего ВВС Франции заказали 64 Mirage F1CR. Первая эскадрильей укомплектованной Mirage F1CR стала разведывательная эскадрилья 2/33 которая вступила в строй в сентябре 1983 года. В 2014 году ВВС Франции сняли с вооружения последнюю эскадрилью Mirage F1CR (16 самолётов), замененные на современные Dassault Rafale.

## Модернизация
В 1991 г. начались работы по переоборудованию самолета «Мираж» F1.C ВВС Франции в вариант «Мираж» F1.CT (на самолеты устанавливается новая прицельно-навигационная система).

## Боевое применение

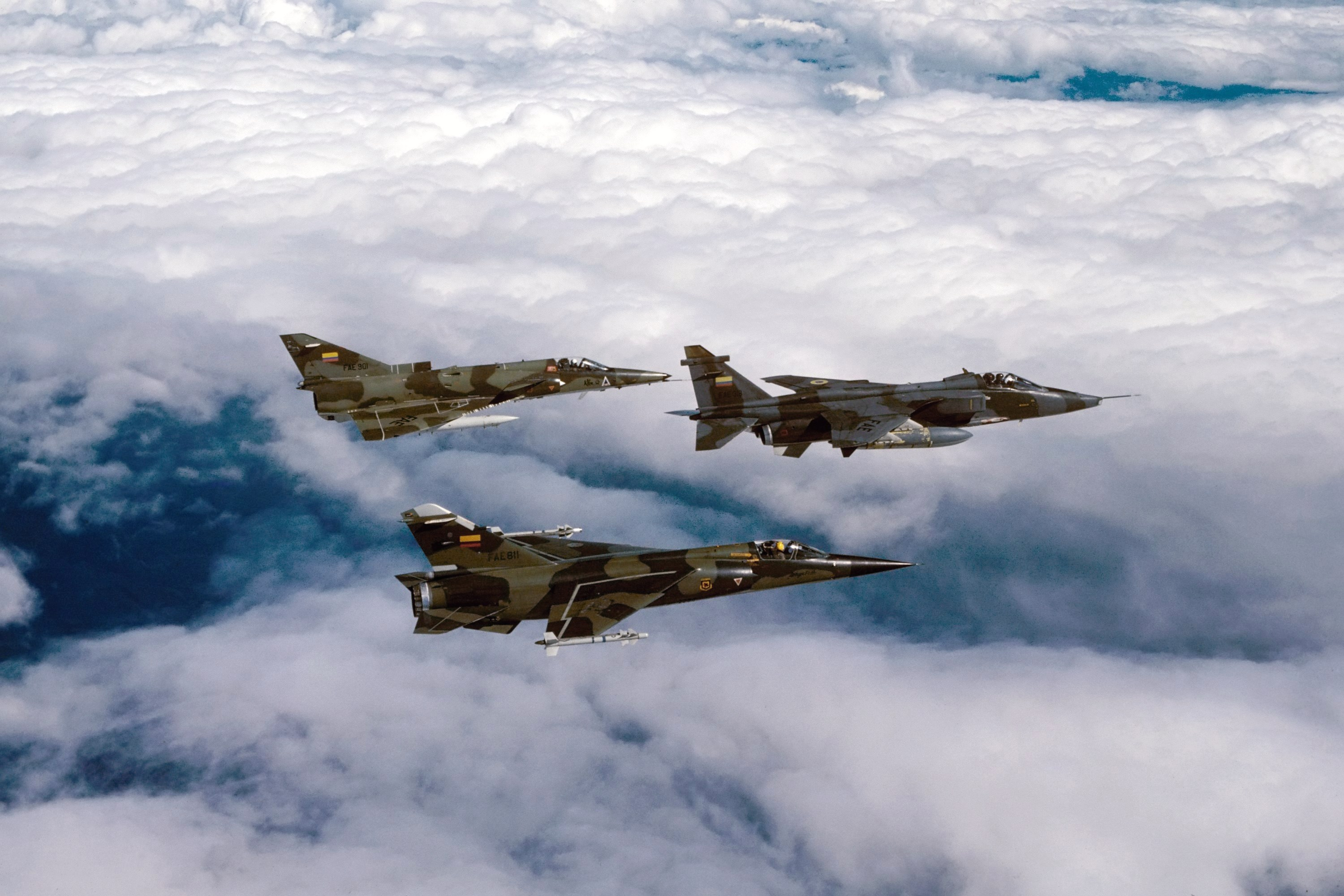
Эквадорские Mirage F1, Kfir и Jaguar на учениях. 1986 год

Самолёты «Мираж» F.1 широко использовались в многочисленных локальных конфликтах.

### Война в Западной Сахаре
Боевой дебют «Миража» F1 состоялся в 1978 году в Марокко. Их привлекали к борьбе с бойцами фронта Полисарио, которые действовали в вечно мятежной Западной Сахаре и приграничных с Алжиром районах. Марокканские летчики наносили ощутимый урон формированиям Полисарио, однако и сами несли серьезные потери.
17 января 1980 патрульный марокканский катер задержал испанское гражданское судно возле берегов Западной Сахары, на помощь ему выдвинулся эсминец SPS Almirante Ferrandiz (USS David W. Taylor (DD-551)) ВМС Испании. При приближении на 5 миль от южного побережья Западной Сахары, в воздухе появились марокканские «Миражи», которые обстреляли эсминец из 30-мм пушек. Ответный огонь эсминец не вёл, хотя и получил повреждения.
К 1987 году было сбито уже 7 марокканских «Миражей», и ещё 6 разбились в авариях и катастрофах. При этом 3 лётчика погибли вместе со своими машинами, одного подстрелили партизаны во время спуска на парашюте, а ещё 3 угодили в плен. Много самолётов получили различные повреждения. Воздушных боёв с алжирскими истребителями зафиксировано не было, хотя в один из дней 1986 года, такое столкновение едва не произошло. Тогда пара Mirage F1 преследовала отступавшую в Алжир колонну, и один самолет вторгся в воздушное пространство соседа. Тотчас же на его перехват была направлена дежурная пара МиГ-21. Затем нарушитель вошел в зону обстрела одного из алжирских зенитно-ракетных дивизионов. Едва на борту Сработала система предупреждения об облучении РЛС, марокканец прекратил преследование, развернулся и ушел к себе. 

8 декабря 1988 года марокканский «Мираж» F.1 сбил американский самолёт DC-7, по другим данным он был сбит ЗРК Стрела-1..
Последний марокканский «Мираж» F1 бойцы Полисарио сбили в начале августа 1991 года. Пилот был взят в плен и посажен в тюрьму, из которой он сбежал в только в 2005 году.
В 1990-х Марокко отправило Франции для ремонта 25 уцелевших «Миражей».

### Гражданская война в Анголе
В Анголе истребители F.1 ВВС ЮАР неоднократно вступали в воздушные бои с ангольскими и кубинскими истребителями, сбив в 1981 году один МиГ-21 при помощи пушек. В 1982 году, по заявлениям южноафриканцев «Мираж» ракетой R.550 «Мажик» сбил МиГ-21, в действительности же два ангольских МиГа был повреждены, но смогли долететь до базы (после этого боя кубинским лётчикам, пилотировавшим ангольские МиГи, было рекомендовано воздерживаться от прямого контакта с ВВС ЮАР). По заявлениям некоторых западных источников 5 декабря 1985 года южноафриканские «Миражи» сбили ангольский истребитель МиГ-21 и транспортный самолёт Ан-26.
«Мираж» F.1 обладали господством в воздухе в 1981—1985 годы, всё изменилось когда из Кубы прибыли истребители МиГ-23МЛ. В результате кубинские МиГ-23 вернули господство в воздухе и во время решающего сражения за Куито Куанавале наступлению наземных войск ЮАР И УНИТА очень помешали удары «МиГов». В воздушных боях с МиГ-23МЛ кубинцы заявляли о сбитии трёх «Миражей» F.1 и повреждении одного, потерю одного южноафриканцы подтвердили. Ещё несколько Mirage F1 было сбито огнём с земли.
Как указывал западный авиационный эксперт Габриэль Барисон после встреч с МиГ-23 пилоты южноафриканских «Миражей» получили указания избегать встреч с кубинскими истребителями.«Миражи» как минимум шесть раз атаковали МиГ-23 ракетами и пушками, во всех случаях кубинские пилоты смогли увернуться. По данным российского исследователя В. Ильина, в воздушных боях с МиГ-23 один F.1 был сбит и ещё один самолет получил повреждения от взрыва БЧ УР Р-60.

### Эквадоро-перуанский конфликт

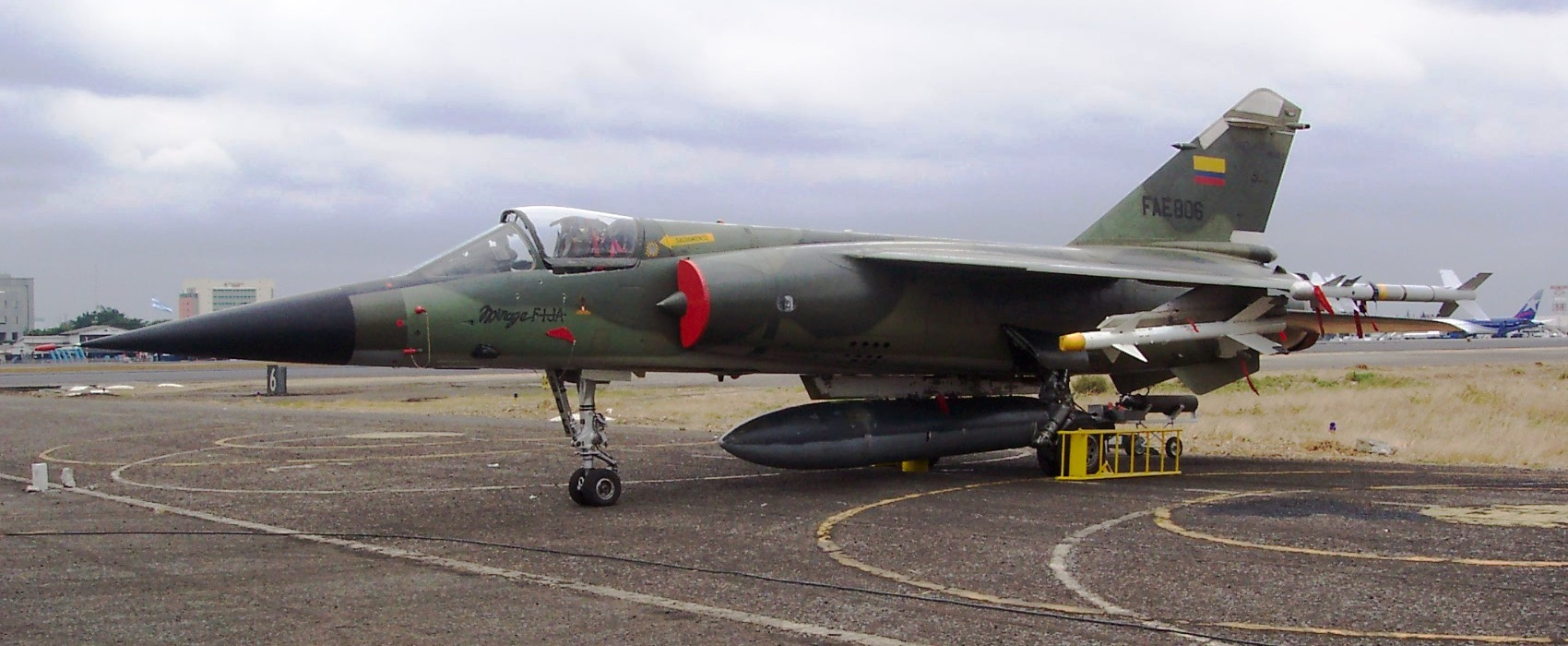
Эквадорский Mirage F1, на фюзеляже видна одна отметка воздушной победы над перуанским Су-22. Перу победу не подтверждало

В Эквадор в 1978—1980 годах было поставлено 16 °F.1AJ и 2 °F.1JE.
Война Пакиша
Эквадорские «Миражи» не вступали в открытую конфронтацию с перуанскими Mirage 5P и Су-22. Вместо этого они осуществляли воздушные патрули около зоны боевых действий, в случае пограничных столкновений начинали открытые действия. В одном случае эквадорский «Мираж» F.1 атаковал ракетой R.550 «Мажик» перуанский Су-22, но перуанский пилот смог увернуться.
Перехват 1985 года
18 июня 1985 года эквадорский Mirage F.1 сбил двухдвигательный самолёт Beechcraft, на котором перевозили наркотики.
Война Альто-Сенепа
Во время войны Альто-Сенепа эквадорские «Миражи» вновь приняли участие в боевых действиях против Перу. 10 февраля 1995 года пара эквадорских «Миражей» и пара «Кфиров» совершили боевой вылет против нескольких целей в районе спорной территории. Перед зоной боевых действий у эквадорских «Миражей» F.1 запищала тревога об облучении радарами вражеских самолётов, возможно «Мираж» 2000. Невзирая на опасность, эквадорцы полетели дальше. Радар одного из «Миражей» засек два перуанских Су-22. Эквадорцы запустили три ракеты R550 «Мажик» и сбили перуанцев. Станция оповещения об облучении радаром продолжала пищать, эквадорцы спустились на уровень джунглей, ускорились до сверхзвуковой скорости и оторвались от преследователей. В это время «Кфиры» атаковали формацию A-37 «Дрэгонфлай» и сбили одного из них. По официальным данным Перу, один Су-22 был сбит зенитной артиллерией, другой разбился по техническим причинам, потерю «Дрэгонфлая» в воздушном бою Перу подтвердило.
Перехват 1997 года
В конце 1997 года эквадорский Mirage F1 обстрелял из 30 мм пушки P-3 Orion ВМС США, нарушивший воздушное пространство. В результате чего тяжело повреждённый американский самолёт был вынужден совершить посадку.

### Чадско-ливийский конфликт

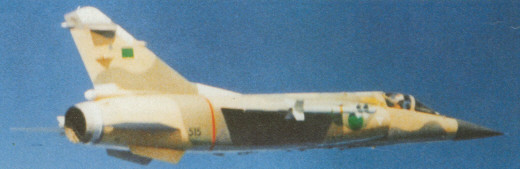
Ливийский Mirage F1

Во время конфликта в Чаде в 1983—1984 гг. самолеты F.1C ВВС Франции участвовали в боевых действиях, осуществляя прикрытие истребителей-бомбардировщиков «Ягуар», наносивших удары по позициям ливийских войск (один F.1C получил серьёзные повреждения). 9 сентября 1987 года пара французских «Миражей» чуть не сбила транспортный самолёт C-141 ВВС США. Истребители вылетели на перехват неизвестной цели направляющейся в сторону Нджамены, на C-141 уже были наведены ракеты, однако в последний момент французские пилоты решили принудить к посадке самолёт.
Ливийцы также использовали самолеты «Мираж» F.1. С 1981 года они работали с южноливийской базы Маатен-эс-Сара, а с 1983 года — чадского аэродрома Фая-Ларжо. Для ударов по наземным целям применялись 250- , 400-кг бомбы и бомбовые кассеты Beluga. Особенно отмечается роль «Миражей» в успешном наступлении в первый период кампании — в 1981-83 годы. Также они участвовали в воздушном наступлении в Северном Чаде 17-24 августа 1987 года, в результате которого противник покинул позиции и отступил в глубь пустыни. В этом бою было потеряно 9 самолётов, из них два или три F.1. Ещё 4 «Миража» были уничтожены на авиабазе Маатен-эс-Сарра в результате нападения на неё войск Хабре в ночь на 6 сентября того же года.
Ливийские «Миражи» в 1980-х годах постоянно участвовали в перехватах американских самолётов над Средиземным морем. Применение ими оружия не отмечено, зафиксированы лишь случаи опасного маневрирования и сближения.

### Ирано-иракская война

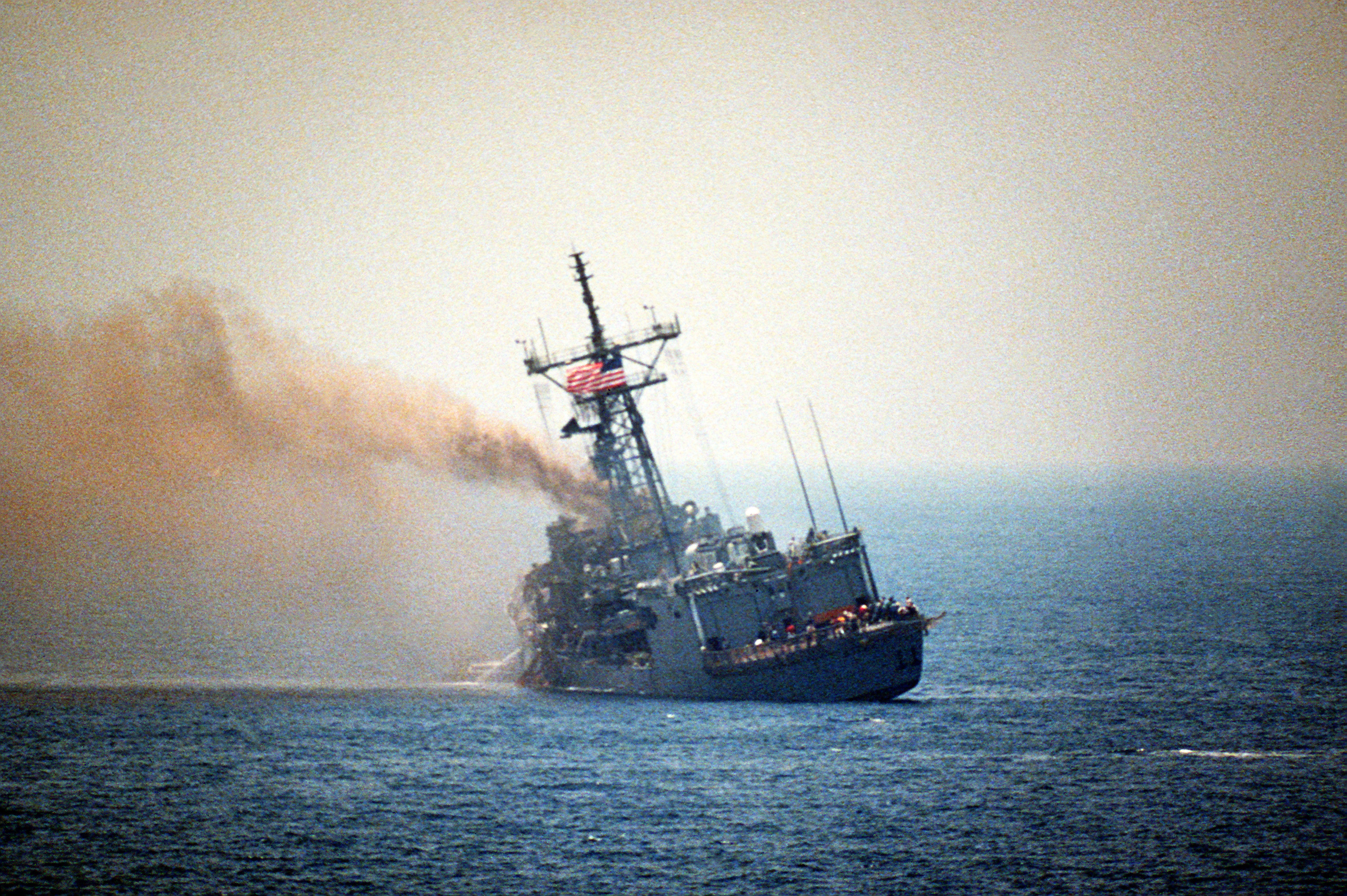
Американский фрегат USS Stark, после поражения ракетой AM39 Exocet, запущенной иракским Mirage F1

В ходе ирако-иранской войны 1980—1988 годов самолеты «Мираж» F.1EQ ВВС Ирака с конца 1981 года активно использовались для ведения борьбы за завоевание господства в воздухе, а также нанесения ударов по наземным и морским целям.
По данным В. Ильина, самолеты этого типа одержали около 35 воздушных побед над самолетами ВВС Ирана F-4, F-5E и F-14A, выпустив в общей сложности около 100 УР «Супер» R.530. Известен случай когда иракский Mirage F1 сбил три иранских вертолёта «Чинук». Не все победы нашли подтверждение. Потери по его данным в этих боях составили 14 или по меньшей мере 15 самолётов. В то же время по данным ACIG только в воздушных боях нашло подтверждение уничтожение 39 «Миражей».
14 сентября 1983 года два турецких F-100 «Супер Сейбр» вторглись в воздушное пространство Ирака. На перехват были подняты истребители Mirage F1, которые ракетами «Супер» R.530 сбили 1 нарушителя. По другим данным иракские «Мираж» F.1 сбили два «Супер Сейбра» в январе 1983 года.
15 октября 1986 года четвёркой истребителей Mirage F.1EQ в международном аэропорту Шираз был уничтожен пассажирский самолёт Boeing 737 (рейс EP-IRG), погибло несколько пассажиров;
17 мая 1987 года иракский «Мираж» атаковал американский фрегат «Старк», патрулирующий у побережья Саудовской Аравии. Фрегат был тяжело повреждён, 37 членов экипажа погибли (по другим данным это был не Mirage F1 а модифицированный Falcon 50.
В марте 1988 года самолёты Mirage F1 участвовали в бомбардировке курдского города Халабджа с применением химического оружия, что привело к гибели нескольких тысяч мирных жителей.

### Война в Персидском заливе
Вторжение в Кувейт
Во время захвата Кувейта Ираком обе стороны обладали истребителями «Мираж» F.1. Иракские «Миражи» использовались для достижения господства в воздухе и нанесения ударов по наземным целям. Большинство кувейтских «Миражей» совершили взлёт, чтобы перелететь в Саудовскую Аравию. 2 августа иракские МиГ-23БН нанесли удары по воздушной базе Али аль-Салим Сабах, уничтожив на земле один «Мираж» F.1 и тяжело повредив ещё один. По заявлениям кувейтцов их «Миражи» сбили над Кувейт-Сити 13 иракских вертолётов, в действительности же контроль за воздушной обстановкой вёл иракский самолёт ДРЛО Boeing 727, который только один раз зафиксировал опасный подлёт кувейтского «Миража». Кувейтская армия была разгромлена. Иракцы захватили как минимум 8 самолётов «Мираж» F.1, а также несколько сотен управляемых ракет для них — более 190 ракет ближнего боя R.550 Magic, более 170 ракет средней дальности Super 530 и некоторое количество противокорабельных ракет Exocet. Организация Объединённых Наций осудила действия Ирака и начала подготовку военного вмешательства. Была собрана коалиция из 28-ми стран во главе с США.
Операция «Щит пустыни»

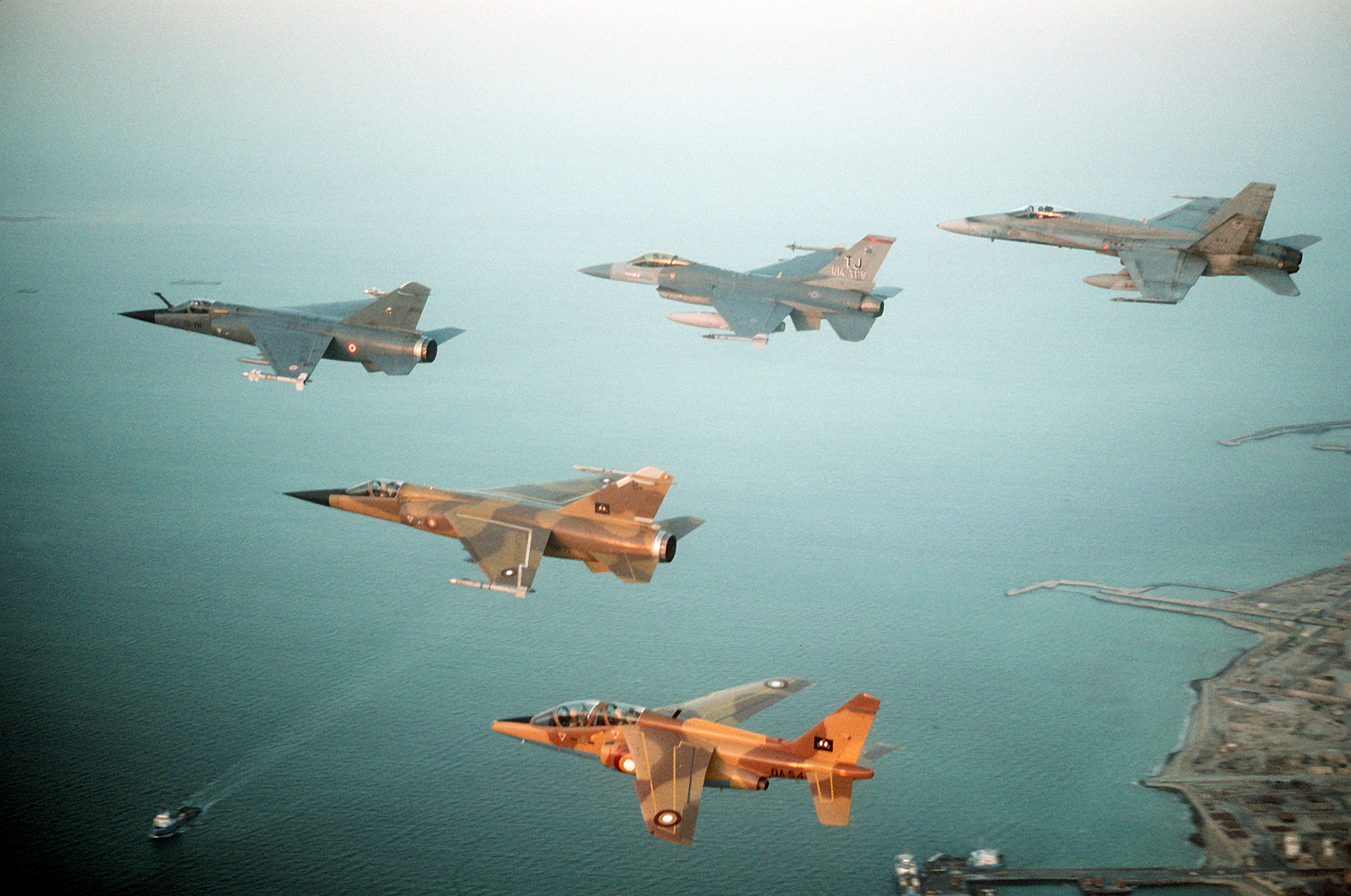
Группа истребителей Многонациональных сил во время операции «Щит пустыни»

Перелетевшие в Саудовскую Аравию кувейтские «Мираж» F.1 использовались для тренировки личного состава к предстоящей операции «Буря в пустыне». Был потерян один французский разведчик Mirage F1CR (с/н 609/33-CA), который разбился 7 декабря 1990 года во время тренировочного полёта над Саудовской Аравией, пилот погиб.
Операция «Буря в пустыне»
Американская сторона заявляла о сбитии 13 иракских «Мираж» F.1 в воздушных боях за время операции «Буря в пустыне», из них только 6 были подтверждены[кем?] (все сбиты F-15C). Также, 24 января два «Миража» были сбиты саудовскими F-15C, во время попытки атаковать саудовские нефтеперерабатывающие заводы. 17 января 1991, в первый день войны, по заявлениям американской стороны, самолёт EF-111 был перехвачен иракским «Миражом» и во время маневрирования «Мираж» разбился[уточнить]. 14 февраля возле саудовской границы был сбит американский EF-111A с/н 66-0023, по одной из версий его сбил иракский «Мираж» F.1, с помощью ракеты R.530, пилотируемый капитаном Нафи Аль-Джабури. Оба пилота погибли.
Согласно российскому источнику, в воздушных боях было уничтожено девять «Миражей» F.1EQ (семь — американскими и два — саудовскими истребителями F-15); таким образом, «Мираж» F.1 оказался иракским самолетом, понесшим наибольшие потери). Однако согласно западному исследованию, написанному по заказу ВВС США, в воздушных боях было сбито лишь восемь «Миражей».
Всего за 1991 год Ирак безвозвратно потерял 47 самолётов «Мираж» F.1 и 8 повреждёнными.
Несколько разведывательных самолетов «Мираж» F.1CR ВВС Франции также использовались во время операции «Буря в пустыне». Был потерян один французский разведчик Mirage F1CR (с/н 644/33-NS), который разбился на севере Ирака 1 июня 1992 года, пилот катапультировался.

### Турецко-греческий конфликт
Во время обострения отношений с Турцией в 1987—1995 годах греческие «Миражи» F.1 над Эгейским морем имели боевые столкновения с турецкими истребителями F-4E и F-16. Потери в этих воздушных боях имели обе стороны.
18 июня 1992 года истребитель Mirage F1CG 342-й аэ ВВС Греции (с/н 97, б/н 116, пилот 1-й лейтенант Николас Сялмас) перехватил пару турецких истребителей F-16C над Эгейским морем. «Мираж» вошел в маневрирование с F-16 капитана Ильхана Филизина, в ходе которого греческий истребитель сорвался в штопор и упал в море, пилот погиб.
4 сентября 1993 года турецкий F-16 сбил греческий «Мираж» F.1.
8 февраля 1995 года турецкий F-16, залетевший в греческое воздушное пространство, был перехвачен двумя греческими «Мираж» F.1, во время маневрирования F-16 разбился.

### Борьба с афганским наркотрафиком
Перелетевшие в Иран иракские «Миражи» повоевали в составе ВВС Ирана против афганских наркоторговцев, массово проникавших через границу. Была организована 142-й эскадрилья, имеющая на вооружении 7 Mirage F.1EQ-5/6 и 3 Mirage F.1BQs.
5 (по другим данным 8 или 10) июля 2001 года утром, в районе приграничного с Афганистаном города Мешхед, был потерян иранский истребитель Mirage F1BQ, участвующий в боевой операции. Оба иранских лётчика катапультировались, однако у первого, полковника Нассера Хабиби не открылся парашют и он погиб, у второго парашют раскрылся, но он был травмирован при ударе об землю. Авиабаза TAB.14 была переименована в честь Насера Хабиби, посмертно повышенного до звания генерала.
В конце 2002 года 142-й эскадрилья была расформирована в связи исчезновением угрозы Талибана из за ввода войск коалиции в Афганистан и большинство «Миражей» было снято с вооружения.

### Гражданская война в Ливии
В 2011 году во время Гражданской войны в Ливии использовались войсками ВВС Франции, против Муаммара Каддафи, а также войсками ВВС Ливии против повстанцев.
21 февраля 2011 года два «Миража» были угнаны на Мальту ливийскими пилотами, не желавшими бомбить жилые кварталы города Бенгази.
12 апреля 2012 года разбился Mirage F1ED Свободных ВВС Ливии.
2 июня 2016 года разбился Mirage F1ED Правительства национального согласия.
Наступления на Триполи 2019-2020
В ходе боёв за Триполи истребители Mirage F1 использовали силы Правительства национального согласия (ПНС), о таких самолётах у ЛНА информации нет.
14 апреля 2019 года ЛНА заявила что сбила Mirage F1 ПНС.
23 апреля 2019 года над авиабазой Аль-Ватьях огнём ЛНА был сбит Mirage F1AD (б/н 403) ПНС.
В апреле 2019 года ПНС списали Mirage F1ED (б/н 508), который находился в Мисрате.
7 мая 2019 года над регионом Хира войсками ЛНА с помощью ЗРК «Квадрат» был сбит Mirage F1ED (б/н 501) ПНС. Это был последний «Мираж» этого типа у ПНС.

## Тактико-технические характеристики
Приведённые ниже характеристики соответствуют модификации Mirage F1C.
Источник данных: М.А. Левин, В.Е. Ильин, 1994; Jane's, 1975.

Технические характеристики
- Экипаж: 1 пилот
- Длина: 15,23 м
- Размах крыла: 8,4 м
  - с ракетами на концах крыла: 9,32 м
- Высота: 4,5 м
- Площадь крыла: 25,0 м²
- Стреловидность по передней кромке: 47° 30'
- База шасси: 5,0 м
- Колея шасси: 2,5 м
- Масса пустого: 7400 кг
- Нормальная взлётная масса: 10 900 кг (без подвесов)
- Максимальная взлётная масса: 16 200 кг
- Масса топлива во внутренних баках: 3350 кг (+ 3580 кг в ПТБ)
- Объём топливных баков: 4300 л
- Силовая установка: 1 × ТРДФ SNECMA Atar 9K-50
  - Бесфорсажная тяга: 1 × 49,03 кН (5000 кгс)
  - Форсажная тяга: 1 × 70,61 кН (7200 кгс)

Лётные характеристики
- Максимальная скорость:  
  - у земли: 1470 км/ч (М=1,2)
  - на высоте: 2500 км/ч (М=2,2)
- Крейсерская скорость: 885 км/ч
- Посадочная скорость: 230 км/ч
- Боевой радиус:  
  - с 14 × 250 кг бомбами по профилю «большая-малая-большая» высота: 425 км
  - с 1 × АМ.39 и 2 × 1200 л ПТБ по профилю «малая-малая» высота: 700 км
- Перегоночная дальность: 3300 км
- Продолжительность полёта: 3 ч 45 мин
- Продолжительность патрулирования: 2 ч 15 мин (с 2 × Matra R530 и 1 × 1200 л ПТБ)
- Практический потолок: 20 000 м
- Скороподъёмность:  
  - у земли: 213 м/с
  - на высоте: 243 м/с
- Нагрузка на крыло: 596 кг/м²
- Длина разбега: 640 м
- Длина пробега: 610 м

Вооружение
- Стрелково-пушечное: 2 × 30 мм пушки DEFA 553 с 125 патронов на орудие
- Точки подвески: 7 
  - 1 под фюзеляжем с нагрузкой 2100 кг
  - 2 внутренние под крылом с нагрузкой по 1300 кг
  - 2 внешние под крылом с нагрузкой по 550 кг
  - 2 на концах крыла для ракет «В-В») с нагрузкой по 150 кг
- Боевая нагрузка: 4000 кг
- Управляемые ракеты:  
  - ракеты «воздух-земля»: 1 ×  AS.37 Martel или AS.30 (или АМ.39 или AS.30L у экспортных самолётов)
  - ракеты «воздух-воздух»:
    - 2 × Super R 530 и
    - 2 × R550 Magic или AIM-9
- Неуправляемые ракеты: 4 блока Matra с 18 × 68 мм ракетами
- Бомбы: свободнопадающие
  - 8 × 454 кг фугасных бомб
  - 14 × 250 кг фугасных бомб
  - 6 × 600 л баков с напалмом